# Expedia Group
Expedia Group, Inc. è una società statunitense di viaggi online dedicato a persone individuali e piccole/medie imprese. I suoi siti web, che sono principalmente aggregatori di tariffe di viaggio e motori di metasearch di viaggio, includono CarRentals.com, Expedia, HomeAway, Hotels.com, Hotwire.com, Orbitz, Travelocity, trivago e Vrbo.
Secondo Rich Barton, il primo CEO dell'azienda, la parola "Expedia" deriva da una combinazione tra i due termini, "esplorazione" e "velocità".

## Storia
Fondata come divisione di Microsoft nell'ottobre 1996, Expedia è stata scorporata in una società per azioni nel 1999.
Nel 2001, IAC / InterActiveCorp (nota all'epoca come USA Networks Inc) acquistò una partecipazione di controllo nella società per circa 1,5 miliardi di dollari.
Nel 2003 è stato completamente acquistato da IAC/InterActiveCorp ed è diventato parte di IAC Travel. Rich Barton si è dimesso da CEO ed è stato sostituito da Erik Blachford.
Nel dicembre 2004, IAC ha annunciato l'intenzione di scorporare IAC Travel su Expedia. Dara Khosrowshahi è stata annunciata come nuovo CEO.
Nell'agosto 2005, IAC ha scorporato Expedia Inc., che possedeva il suo gruppo di attività turistiche, tra cui Expedia, Expedia Corporate Travel (ora Egencia), TripAdvisor, Classic Vacations, eLong, Hotels.com e Hotwire.com.
Nel dicembre 2011, Expedia, Inc. ha creato TripAdvisor Media Group, mantenendo il proprio portafoglio di marchi di transazioni di viaggio.
Il 21 dicembre 2012, Expedia ha acquistato una quota di maggioranza nel motore di metasearch di viaggio Trivago in un accordo combinato in contanti e azioni del valore di 477 milioni di euro (circa 630 milioni di dollari).
Nel 2012, l'unità Egencia di Expedia ha acquisito Via Travel, la più grande compagnia di viaggi in Norvegia.
Nel 2012, Expedia ha acquisito Travel Dream Vacation, la compagnia di viaggi in Messico per $ 200 milioni.
Nel 2014, Expedia ha acquisito Wotif.com per $ 658 milioni.
Nel settembre 2014, Expedia Inc. ha collaborato con Citigroup e ha creato la carta Expedia+ i cui membri possono guadagnare punti bonus e guadagnare vantaggi e un servizio clienti prioritario attraverso il sito web.
Nel gennaio 2015, Expedia ha acquisito Travelocity da Sabre Corp per 280 milioni di dollari. Expedia ha precedentemente collaborato con Travelocity per fornire una piattaforma tecnologica per i punti vendita di Travelocity negli Stati Uniti e in Canada.
Nel 2015, Expedia ha acquisito Orbitz per 1,6 miliardi di dollari in contanti.
Nel febbraio 2015, la società ha annunciato che avrebbe trasferito la propria sede a Seattle. Il trasferimento a Seattle era stato previsto per il 2019.
Nel luglio 2015, Expedia e Marc Benioff, CEO di Salesforce.com hanno partecipato a un investimento di 11 milioni di dollari in Wingz .
Nel 2015, Expedia ha acquistato HomeAway per 3,9 miliardi di dollari.
Nel marzo 2017, Chelsea Clinton è stata nominata nel consiglio di Expedia. Nella sua posizione appena nominata, la signora Clinton riceverà $ 45.000 all'anno in contanti, più $ 250.000 all'anno in azioni che maturano in tre anni.
Nell'agosto 2017, Mark Okerstrom è diventato Presidente e CEO di Expedia, Inc.
Nel marzo 2018, Expedia, Inc. ha annunciato di aver cambiato nome in Expedia Group, Inc.
Il 4 dicembre 2019, Mark Okerstrom e Alan Pickerill hanno rassegnato le dimissioni rispettivamente da CEO e CFO. A quel tempo, il presidente del gruppo Expedia, Barry Diller, assumeva le operazioni quotidiane, mentre il Chief Strategy Officer, Eric Hart, diventava CFO.
Nel febbraio 2020, Expedia ha annunciato che stava tagliando 3.000 posti di lavoro, circa il 12% della forza lavoro, citando un "2019 deludente". Diller, nel suo ruolo di CEO facente funzione, ha dichiarato che la società era diventata "sclerotica e gonfia" e che i dipendenti erano "tutta vita e niente lavoro".
Il 23 aprile 2020, Peter Kern è stato nominato CEO di Expedia Group.

### Acquisizioni
| Data              | Società                  | Business                     | Nazione                | Costo ($)       | Note   |
| ----------------- | ------------------------ | ---------------------------- | ---------------------- | --------------- | ------ |
| 2000 marzo 17     | Travelscape              | Internet service provider    | Stati Uniti            | $ 89.750.000    |        |
| 2001 marzo 17     | Vacationspot             | Internet service provider    | Stati Uniti            | $ 70.850.000    |        |
| 2002 marzo 11     | Classic Custom Vacations | Travel agency                | Stati Uniti            | $ 78.000.000    |        |
| 2002 luglio 11    | Metropolitan Travel      | Travel agency                | Stati Uniti            | —               |        |
| 2002 ottobre 28   | Newtrade Technologies    | Reservation software         | Canada                 | —               |        |
| 2004 aprile 5     | Activity World           | Travel and touring           | Stati Uniti            | —               |        |
| 2004 aprile 12    | Egencia                  | Travel agency                | Francia                | —               |        |
| 2008 luglio 15    | Venere.com               | Hotel Booking Engine         | Italia                 | € 200.000.000   | [ 29 ] |
| 2010 ottobre 18   | Mobiata                  | Mobile App Developer         | Stati Uniti            | —               |        |
| 2012 aprile 27    | VIA Travel               | Travel Management Company    | Norvegia               | —               |        |
| 2013 marzo 12     | trivago GmbH             | Hotel Metasearch Engine      | Germania               | $ 564.000.000   |        |
| 2014 luglio 6     | Wotif                    | Travel Agency                | Australia              | $ 657.000.000   |        |
| 2015 gennaio 23   | Travelocity              | Travel Agency                | Stati Uniti            | $ 280.000.000   |        |
| 2015 settembre 17 | Orbitz                   | Travel Agency                | Stati Uniti            | $ 1.600.000.000 |        |
| 4 novembre 2015   | HomeAway                 | Holiday Rental Service       | Stati Uniti            | $ 3.900.000.000 | [ 30 ] |
| 25 ottobre 2018   | Pillow                   | Short-Term Rental Management | Stati Uniti (bandiera) | —               |        |
| 25 ottobre 2018   | ApartmentJet             | Short-Term Rental Management | Stati Uniti (bandiera) | —               |        |
| 22 agosto 2019    | CanadaStays              | Holiday Rental Service       | Canada                 | —               |        |

## Posizioni degli uffici
Expedia Group ha la sua sede a Elliott Bay a Seattle.
Il 2 aprile 2015, Expedia ha annunciato che avrebbe trasferito la propria sede nel quartiere Interbay di Seattle entro la fine del 2018, acquistando il campus di Amgen sul lungomare di Elliott Bay per $ 228,9 milioni. Come parte della mossa, Expedia propone un'espansione degli spazi per uffici presso i 41 acri (17 ha) campus a 1,23 milioni di piedi quadri (114 000 m²) per accogliere i dipendenti, progettato da ZGF Architects.
Il trasferimento è stato successivamente posticipato al 2019, citando alcuni ostacoli logistici tra cui il pendolarismo dall'Eastside a Seattle e la congestione del traffico vicino al campus. Sono stati inoltre annunciati incentivi per i dipendenti a cercare forme di trasporto alternative, con la società che esplora i servizi di navetta aziendali dal parcheggio di interscambio di Redmond .
Oltre al campus, Expedia ha acquisito la proprietà del ponte Helix, ora denominato Expedia Group Bridge, e un appezzamento di terreno ora utilizzato come hub di trasporto per i dipendenti di Expedia.